# Морис Торез
Морис Торез (фр. Maurice Thorez; Нојел-Гидол, Па де Кале, 28. април 1900 — Истанбул, 11. јул 1964) је био француски политичар и комуниста и генерални секретар Комунистичке партије Француске од 1930. до 1964. године.

## Биографија
Рођен је у Нојел-Гидолу, Па де Кале. Од своје 12. године радио је у руднику и 1919. постао члан Француске секције радничке интернационале (претеча КП Француске).
Испрва је 1923. постао секретар, а 1930. генерални секретар КПФ. Имао је Стаљинову подршку током фракционашких борби унутар КПФ, насталих поводом искључења Лава Троцког из совјетске владе.
Био је изабран у француски Дом посланика 1932. и поновно 1936. године. Године 1934, Торез је по наређењу Коминтерне учествовао у формирању Народног фронта, коалиције комуниста, социјалиста и радикалних социјалиста. Народни фронт је победио на изборима 1936, а Леон Блум је, уз Торезову подршку, постао нови премијер.
КП Француске је 1939, након немачко-совјетског пакта о ненападању, била против рата између Француске и Немачке, због чега ју је власт забранила. Торез је био мобилисан у француску војску 1940, али је побегао у Совјетски Савез. Због тога је био осуђен на смрт у одсуству.
Након немачког напада на СССР јуна 1941, КПФ је ступила у антинемачку борбу. Торез је током рата био у Москви. За то је време у Француској Жак Дикло управљао партијом и њеним партизанским одредима.

### Послератна каријера
Након што су де Голове снаге Слободне Француске ослободиле Француску 1944. године, Торезу је поништена смртна пресуда. По повратку у Француску је усвојио политику ненасилног доласка комуниста на власт, јер је веровао да ће убрзо освојити власт легалним путем.
КП Француске је била најјача партија у Француској непосредно после рата због истакнуте улоге у борби против окупације. Врхнунац снаге КПФ био је 1948. када се чинило да ће након низа радничких штрајкова комунисти доћи на власт. Међутим, међу војском је владало изразито антикомунистичко расположење, па се то није десило. Торез је током Четврте француске републике стално био биран за посланика у француском парламенту.
Након формирања коалиције између комуниста и социјалиста, Торез је био заменик премијера од 1946. до 1947. године. Заоштравање Хладног рата и проптивљење комуниста француском рату у Индокини узроковали су избацивање комуниста из владајуће коалиције у мају 1947. године.
Торез је 1950. године претрпео срчани удар, након чега је био на лечењу у Совјетскопм Савезу до 1953. године. За то време га је у Француској мењао Жак Дикло. Иако је здравље наставило да му се погоршава, Торез се вратио на функцију вође КПФ.
Умро је 1964. године на броду „Литванија“ док је био усидрен у Истанбулу на путу према Јалти. Тело му је затим било превезено у Варну и затим авионом у Париз. Сахрањен је на гробљу Пер Лашез.